# Mark Gatiss
Mark Gatiss (ur. 17 października 1966 w Sedgefield) – brytyjski aktor, komik, powieściopisarz, scenarzysta oraz producent filmowy i telewizyjny. Występował w serialach Liga dżentelmenów (1999–2017) i Sherlock (2010–2017), którego jest współautorem.

## Życiorys
Urodził się w Sedgefield w hrabstwie Durham w Anglii w rodzinie robotniczej jako syn Winifred Rose i Maurice’a Gatissa. Jego ojciec pracował jako inżynier w firmie górniczej. Dorastał ze starszym bratem. Od dziecka interesował się światem sztuki, oglądając programy telewizyjne, takie jak serial Doktor Who i czytając historię o Sherlocku Holmesie. Ta fascynacja fikcyjnymi postaciami skłoniła go w młodym wieku do aktorstwa i pisania. Uczęszczał do Woodham Comprehensive School w Newton Aycliffe. Studiował na wydziale teatralnym w Bretton Hall Drama College.
To właśnie członkostwo w grupie komików pod nazwą Liga Dżentelmenów przyniosło Gatissowi popularność. Początkowo ich działalność ograniczała się do estrady, potem stworzyli własny cykl radiowy, a następnie serial i film fabularny (ten ostatni pt. Apokalipsa według Ligi Dżentelmenów). Ponadto Gatiss jako script editor współpracował z Davidem Walliamsem i Mattem Lucasem przy pisaniu pierwszej serii Małej Brytanii.
Wielką pasją Gatissa jest serial Doktor Who. Jest autorem wielu dzieł opartych na motywach tej produkcji: czterech powieści, dwóch słuchowisk oraz siostrzanego serialu P.R.O.B.E. Pisywał także felietony do magazynów dla fanów serialu. Kiedy w roku 2005 BBC po wielu latach przerwy wznowiło produkcję Doctora Who, Gatiss spełnił marzenie swojego życia i napisał scenariusze do dwóch jego odcinków. W 2007 został ponownie zaproszony na plan, tym razem jako aktor grający gościnnie w jednym z epizodów. Był także narratorem serialu dokumentalnego na temat Doctora Who.
Wśród wielu innych produkcji filmowych i telewizyjnych z jego udziałem, w Polsce najbardziej znane jest Wszystko gra Woody’ego Allena i serial Sherlock produkowany przez BBC, którego Gatiss jest scenarzystą (wraz ze Stevenem Moffatem) i odtwórcą roli brata głównego bohatera. W 2014 roku pojawił się gościnnie w serialu produkcji HBO Gra o tron. Gatiss jest także autorem biografii reżysera Jamesa Whale’a oraz powieści Klub Wezuwiusza.
Po wyprodukowaniu czwartego sezonu serialu Sherlock pojawiły się wobec niego zarzuty o tzw. queerbaiting, czyli wprowadzanie aluzji sugerujących możliwość relacji homoseksualnych między bohaterami, które są następnie dementowane.
Wystąpił w czterech odcinkach serialu HBO Gra o tron (2014–2017) jako Tycho Nestoris.

## Życie prywatne
Gatiss jest ateistą. Jest osobą homoseksualną i zamieszkał wraz ze swym mężem Ianem Hallardem w Londynie. W 2010, 2011 i 2014 znalazł się w „The Independent” na niedzielnej różowej liście wpływowych gejów w Wielkiej Brytanii.

## Filmografia

### Obsada aktorska
| Rok             | Tytuł                                | Rola                   | Uwagi                                                                                  |
| --------------- | ------------------------------------ | ---------------------- | -------------------------------------------------------------------------------------- |
| 1999–2000, 2002 | Liga dżentelmenów                    | różne                  | serie 1-3 także współtwórca i scenarzysta                                              |
| 2001            | Spaced                               | Agent                  |                                                                                        |
| 2001            | Randall & Hopkirk (Deceased)         | inspektor Large        |                                                                                        |
| 2001            | Dziewczyna na urodziny               | Porter                 |                                                                                        |
| 2003            | Bright Young Things                  | agent nieruchomości    |                                                                                        |
| 2004            | Sex Lives of the Potato Men          | Jeremy                 |                                                                                        |
| 2004            | Catterick                            | Peter                  |                                                                                        |
| 2004            | Agatha Christie: Panna Marple        | Ronald Hawes           | odcinek 1x02 Morderstwo na plebanii                                                    |
| 2005            | Wszystko gra                         | gracz w ping-ponga     |                                                                                        |
| 2005            | The Quatermass Experiment            | John Patterson         |                                                                                        |
| 2005            | Nighty Night                         | Glenn Bulb             |                                                                                        |
| 2005            | Funland                              | Ambrose Chapfel        |                                                                                        |
| 2005            | The League of Gentlemen’s Apocalypse | różne on sam           |                                                                                        |
| 2006            | Fear of Fanny                        | Johnnie Cradock        |                                                                                        |
| 2006            | Starter for 10                       | Bamber Gascoigne       |                                                                                        |
| 2006            | O czym szumią wierzby                | Ratty                  |                                                                                        |
| 2007            | Doktor Who                           | profesor Lazarus       | odcinek Eksperyment Lazarusa                                                           |
| 2007            | Jekyll                               | Robert Louis Stevenson |                                                                                        |
| 2008            | Clone                                | pułkownik Black        |                                                                                        |
| 2008            | Free Jimmy                           | Jakki                  |                                                                                        |
| 2008            | Psychoville                          | Jason Griffin          |                                                                                        |
| 2008            | Crooked House                        | kurator                | także twórca i scenarzysta                                                             |
| 2009            | Agatha Christie’s Poirot             | Leonard Boynton        | odcinek Appointment with Death                                                         |
| 2010            | Worried About the Boy                | Malcolm MacLaren       |                                                                                        |
| 2010            | The First Men in the Moon            | profesor Cavor         | także scenarzysta                                                                      |
| 2010            | A History of Horror                  | on sam                 | dokumentarny także scenarzysta                                                         |
| 2010–obecnie    | Sherlock                             | Mycroft Holmes         | również współtwórca scenarzysta odcinków The Hounds of Baskerville oraz The Great Game |
| 2011            | Doktor Who                           | Gantok                 | odcinek Ślub River Song                                                                |
| 2011            | The Infinite Monkey Cage             | on sam                 | odcinek The Science of Christmas                                                       |
| 2012            | Being Human (Być człowiekiem)        | Mr. Snow               |                                                                                        |
| 2012            | Horrible Histories                   |                        | Jako część Ligi Dżentelmenów                                                           |
| 2014            | Gra o tron                           | Tycho Nestoris         | odcinek The Laws of Gods and Men                                                       |
| 2018            | Krzysiu, gdzie jesteś?               | Giles Winslow          |                                                                                        |